# P2P-Next
P2P-Next — проект по разработке пирингового телевидения. Проект основывается на идее пиринговых сетей и в результате реализации будет пригоден для широковещательной трансляции телевизионных передач.
Проект разрабатывается при поддержке Европейского союза. На реализацию уже выделено 19 миллионов евро.
Delft University of Technology и Vrije Universiteit Amsterdam на основе BitTorrent уже разработали программу-клиент для P2P-Next — SwarmPlayer.
Полноценный запуск проекта планируется к 2012 году.